# Balto 2: Na vlčí stezce
Balto 2: Na vlčí stezce (v anglickém originále Balto II: Wolf Quest) je animovaný film z roku 2002 režiséra Phil Weinstein. Film je volným pokračováním snímku Balto z roku 1995.

## Děj
Balto a Jenna mají štěňátka. Jenomže jedno štěňátko, Aleu, vypadá jako vlk. Všechna štěňátka si lidé osvojili, jenom malou Aleu si nikdo neosvojil. Když dospěje, Balto jí prozradí, kdo je. Aleu se rozzlobí a uteče daleko do lesa. Balto se rozhodne, že začne svou dceru hledat. Spolu najdou Navu, starého vůdce smečky vlků. Nava vyšle Aleu za vůdkyní smečky, protože je vlčice a sama o tom neví.